# Hein Willemse
Heinrich Stephen Samuel Willemse (né le 18 septembre 1957 à Ladismith, province du Cap en Afrique du Sud) est un universitaire, critique littéraire, militant et auteur sud-africain. Il est actuellement professeur au Département d'afrikaans de l'Université de Pretoria et rédacteur en chef de la revue littéraire africaine Tydskrif vir Letterkunde.

## Biographie
Issu de la communauté coloured, Willemse a obtenu en 1978 son baccalauréat en droit à l'Université du Cap-Occidental (UWC) à Bellville qu'il complète par un diplôme spécialisé en langue et littérature afrikaans dans la même institution. Il obtient ensuite une maîtrise (puis plus tard un doctorat) d'afrikaans et de néerlandais à l'Université du Cap-Occidental. En 1985, il est chercheur honoraire en écriture à l'Université de l'Iowa aux États-Unis.
En tant que jeune universitaire, Willemse est militant dans l'opposition à l'apartheid et sympathisant du mouvement de la conscience noire. En avril 1985, il participe à un symposium pour les écrivains afrikaans noirs à l'Université du Cap-Occidental au côté de plusieurs écrivains afrikaans comme Jakes Gerwel, Julian Smith, Patrick Petersen et Peter Snyders. Il participe, en 1989, au côté d'autres auteurs afrikaans comme André Brink, Breyten Breytenbach, Antjie Krog, à la Conférence des écrivains de Victoria Falls, où ils rencontrent d'autres auteurs sud-africains et des membres du Congrès national africain. 
Au cours des années 1980 et 1990, il écrit pour Vrye Weekblad, New Era et Mayibuye et siège aux comités de rédaction d'Ons Leer Mekaar et de Die Suid-Afrikaan. 
Willemse a donné des conférences dans diverses universités sud-africaines et internationales, notamment El Colegio de México, l'Université de Namibie  et l'Université de Stellenbosch. 
En 2002, il obtient un master of Business and Law à l'Université d'Afrique du Sud (UNISA).
Professeur de littérature afrikaans et d'études des médias, enseignant à la fois des cours de premier cycle et des cycles supérieurs, Willemse est, de 2000 à 2009, chef du département d'afrikaans à l'Université de Pretoria. 
Siégeant au conseil d'administration de Naspers, Willemse est aussi l'auteur de nombreux articles dans des revues universitaires et des journaux nationaux sud-africains. 

## Ouvrages
- Angsland, poèmes, Blac Publishers, 1981
- Aan die ander kant, Protea Boekhuis, 2007

## Sources
- Biographie